# Krzysztof Baran
Krzysztof Baran est un footballeur international polonais né le 26 juillet 1960 à Varsovie. Il était attaquant pendant sa carrière professionnelle, de 1978 à 1990.

## Palmarès
- Champion de Pologne en 1988 avec le Górnik Zabrze
- Vainqueur de la Supercoupe de Pologne en 1988 avec le Górnik Zabrze